# Vector Motors

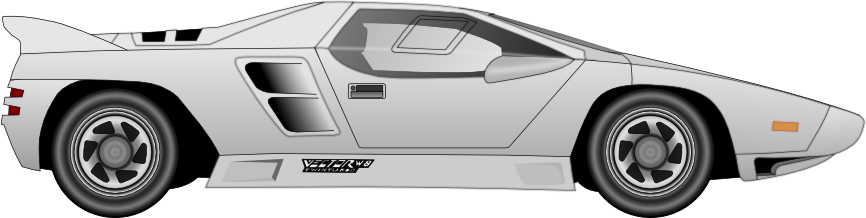
Widok z boku

Vector Motors – firma specjalizująca się w produkcji szybkich pojazdów szosowych. Została założona w 1971 roku przez Geralda Wiegerta.

## Samochody Vector
| Data | Wydarzenie |
| ---- | --- |
| 1972 | – The Vector – pierwszy samochód firmy Vector. |
| 1978 | – Vector W2 – pierwszy jeżdżący samochód firmy Vector. |
| 1989 | – Vector W8 – najbardziej popularny samochód Vectora. Pojazd posiadał silnik V8 Twin Turbo o mocy 625 KM, przyspieszał 0-100 km/h w 4,2 s, a prędkość maksymalna, jaką osiągał to 242 mph (czyli 390 km/h).                                                                                                 |
| 1993 | – Vector WX-3 Avtech – supersamochód z 1993 Vectora. Pojazd posiadał podwójne doładowanie, 7 litrowy silnik Chevroleta, i moc ok. 1000 KM i mógł przyspieszać od 0-100 km/h w nieco ponad 3 sekundy, a prędkość maksymalna według producenta miała wynosić 416 km/h. Nigdy nie potwierdzono jej oficjalnie. |
| 1995 | – Vector M12 – jako nieliczny z palety modeli Vectora, który korzysta z silnika Lamborghini. Samochód posiadał silnik V12 o pojemności 5707 cm³ i mocy 360 kW (490 KM) przy 6800 obr./min, a więc oryginalny blok Lamborghini Diablo. Pojazd mógł osiągnąć prędkość maksymalną 306 km/h.                    |
| 1999 | – Vector SRV8 – samochód sportowy Vector M12 po zmodyfikowaniu (tuningu). Zamontowano w nim silnik V8 (silnik) Corvetty o mocy 309 kW (420 KM). |
| 2006 | – Vector WX-10 – został zaprezentowany na wystawie Concorso Italiano. Samochód to połączenie WX-3 z Toyotą Suprą i z Chevroletem Corvette. |
| 2008 | – Vector Avtech WX-8 HPRV – Samochód to ulepszenie modelu WX-3 Avtech. Zastosowano w nim jednostkę V8 7,0 l generującą moc maksymalną przy testach 700 KM i prędkość maksymalną 435 km/h. Pojazd jest prototypem. Producent twierdził, że może on osiągnąć 483 km/h i ma moc maksymalną 1200 KM.            |

## The Vector (1972)

### Wymiary
| Długość      | 4039 mm              |
| Szerokość    | 1930 mm              |
| Wysokość     | 991 mm               |
| Rozstaw osi  | 2413 mm              |
| Waga pojazdu | 771 kg (bez silnika) |
| ------------ | -------------------- |

## W2 (1978)

### Dane techniczne
| Marka i model              | Vector W2                             |
| Zaprezentowany             | 1978                                  |
| Długość                    | 4300 mm                               |
| Szerokość                  | 1900 mm                               |
| Wysokość                   | 1063 mm                               |
| Rozstaw osi                | 2575 mm                               |
| Waga pojazdu               | 1227 kg                               |
| Stosunek masy do mocy      | 2,05 kg / KM                          |
| Pojemność zbiornika paliwa | 113 l                                 |
| Rozmiar opon               | przód: 225/55 VR 15 tył: 345/35 VR 15 |
| Napęd                      | na tył                                |
| Typ silnika                | 350cid Chevrolet V8 biturbo           |
| Pojemność skok.            | 5730 cm³                              |
| Skrzynia biegów (M/A)      | 3-biegowa (M)                         |
| Moc                        | 441 kW (600 KM)                       |
| Moment obrotowy            | 800 Nm                                |
| Osiągi                     |                                       |
| 0 – 100km/h                | 4,5 s                                 |
| 0 – 500m                   | 12,9 s                                |
| 0 – 1000m                  | 20,9 s                                |
| Prędkość maksymalna        | 322 km/h                              |
| -------------------------- | ------------------------------------- |

## W8 (1989)

### Dane techniczne
| Marka i model              | Vector W8                             |
| Zaprezentowany             | 1989                                  |
| Długość                    | 4369 mm                               |
| Szerokość                  | 2083 mm                               |
| Wysokość                   | 1080 mm                               |
| Rozstaw osi                | 2616 mm                               |
| Waga pojazdu               | 1506 kg                               |
| Stosunek masy do mocy      | 2,41 kg / KM                          |
| Rozmiar opon               | przód: 255/45 ZR 16 tył: 315/40 ZR 16 |
| Napęd                      | na tył                                |
| Typ silnika                | Twin Turbo V8                         |
| Pojemność skok.            | 5973 cm ³                             |
| Skrzynia biegów (M/A)      | 3-biegowa (A)                         |
| Moc                        | 460 kW (625 KM)                       |
| Moment obrotowy            | 854 Nm                                |
| Osiągi                     |                                       |
| 0 – 30 mph (0 – 48 km/h)   | 1,9 s                                 |
| 0 – 60 mph (0 – 97 km/h)   | 4,2 s                                 |
| 0 – 100 mph (0 – 161 km/h) | 8,3 s                                 |
| 0 – 400 m                  | 12 s                                  |
| Prędkość maksymalna        | 390 km/h                              |
| -------------------------- | ------------------------------------- |

## WX-3 Avtech (1993)

### Dane techniczne
| Marka i model            | Vector WX3                            |
| Zaprezentowany           | 1993                                  |
| Długość                  | 4673 mm                               |
| Szerokość                | 2032 mm                               |
| Wysokość                 | 1080 mm                               |
| Rozstaw osi              | 2616 mm                               |
| Waga pojazdu             | 1620 kg                               |
| Stosunek masy do mocy    | 2,32 kg / KM                          |
| Rozmiar opon             | przód: 245/40 ZR 16 tył: 325/30 ZR 18 |
| Napęd                    | na tył                                |
| Typ silnika              | Twin Turbo V8                         |
| Pojemność skok.          | 5973 cm ³                             |
| Skrzynia biegów (M/A)    | 3-biegowa (A)                         |
| Moc                      | 515 kW (700 KM)                       |
| Moment obrotowy)         | 800 Nm                                |
| Osiągi                   |                                       |
| 0 – 60 mph (0 – 97 km/h) | 3,3 s                                 |
| Prędkość maksymalna      | 402 km/h                              |
| ------------------------ | ------------------------------------- |

## M12 (1995)

### Dane techniczne
| Marka i model              | Vector M12                            |
| Zaprezentowany             | 1995                                  |
| Długość                    | 4780 mm                               |
| Szerokość                  | 2019 mm                               |
| Wysokość                   | 1130 mm                               |
| Rozstaw osi                | 2743 mm                               |
| Waga pojazdu               | 1633 kg                               |
| Stosunek masy do mocy      | 3,33 kg / KM                          |
| Rozmiar opon               | przód: 235/40 ZR 18 tył: 325/30 ZR 18 |
| Napęd                      | na tył                                |
| Typ silnika                | V12                                   |
| Pojemność skok.            | 5707 cm ³                             |
| Skrzynia biegów            | 5-biegowa (M)                         |
| Moc                        | 360 kW (490 KM) przy 6800 obr./min    |
| Moment obrotowy            | 576 Nm przy 5200 obr./min             |
| Osiągi                     |                                       |
| 0 – 60 mph (0 – 97 km/h)   | 4,8 s                                 |
| 0 – 100 mph (0 – 161 km/h) | 10 s                                  |
| 0 – 400 m                  | 12,7 s                                |
| Prędkość maksymalna        | 306 km/h                              |
| -------------------------- | ------------------------------------- |

## Avtech WX-8 HPRV (2007)

### Dane techniczne
| Marka i model              | Vector Avtech WX-8 HPRV |
| Zaprezentowany             | 2007                    |
| Waga pojazdu               | kg                      |
| Typ silnika                | V8                      |
| Pojemność skok.            | 7000 cm ³               |
| Moc                        | 700 KM - 1200 KM        |
| Osiągi                     |                         |
| 0 – 60 mph (0 – 97 km/h)   | 2,9 s                   |
| 0 – 100 mph (0 – 161 km/h) | 8 s                     |
| Prędkość maksymalna        | 435 km/h - 483 km/h     |
| -------------------------- | ----------------------- |